# Provincia di Maha Sarakham
La provincia di Maha Sarakham si trova in Thailandia e fa parte del gruppo regionale della Thailandia del Nordest. Si estende per 5.292 km², ha 934.924 abitanti ed il capoluogo è il distretto di Mueang Maha Sarakham. La città principale è Maha Sarakham.

## Geografia antropica

### Suddivisioni amministrative
La provincia è suddivisa in 13 distretti (amphoe). Questi a loro volta sono suddivisi in 133 sottodistretti (tambon) e 1804 villaggi (muban). I distretti sono:
| 1. Mueang Maha Sarakham 2. Kae Dam 3. Kosum Phisai 4. Kantharawichai 5. Chiang Yuen 6. Borabue 7. Na Chueak | 1. Phayakkhaphum Phisai 2. Wapi Pathum 3. Na Dun 4. Yang Sisurat 5. Kut Rang 6. Chuen Chom |